# سد كجكي
سد كَجَكي سد هيدروليكي يقع في ولاية هلمند في أفغانستان. أنشئ السد عام 1953 على نهر هلمند وهو بارتفاع 98 مترا وطول يبلغ 270 مترا وقدرة تخزينية تصل إلى 1.2 كيلومترا مكعبا من المياه، وزود السد بتوربينات لتوليد الطاقة بقدرة 33 ميجا واط.